# Peissen (Szlezwik-Holsztyn)
Peissen – miejscowość i gmina w Niemczech, w kraju związkowym Szlezwik-Holsztyn, w powiecie Steinburg, wchodzi w skład urzędu Itzehoe-Land.